# Maria Holic
Maria Holic (まりあ†ほりっく?, Maria Horikku) è un manga scritto e disegnato da Minari Endō, serializzato sulla rivista Monthly Comic Alive della Media Factory dal 27 giugno 2006 al 27 novembre 2014. Un adattamento anime, prodotto dalla Shaft, è stato trasmesso in Giappone tra il 5 gennaio e il 23 marzo 2009. Una seconda stagione, intitolata Maria Holic: Alive, è andata in onda dall'8 aprile al 24 giugno 2011.

## Trama
La storia ruota intorno a una liceale lesbica, Kanako Miyamae, che non sopporta i ragazzi e che ha irritazioni cutanee appena ne sfiora uno. Durante il suo secondo anno di liceo, si iscrive ad un istituto femminile, sperando di trovare la donna della sua vita fra le compagne di scuola. Tuttavia, la sua candidata ideale, Mariya Shidō, si rivela essere un sadico ragazzo crossdresser.

## Personaggi

La protagonista Kanako Miyamae

Kanako Miyamae (宮前 かなこ?, Miyamae Kanako)
Doppiata da: Asami Sanada
Kanako è la protagonista della storia. È una studentessa del secondo anno del liceo appena trasferitasi alla Ame no Kisaki, un'accademia cattolica riservata alle donne. Kanako ha una paura istintiva nei confronti degli uomini, la quale è iniziata alle scuole elementari quando un pezzo del suo registratore e la sua uniforme di educazione fisica le furono rubati. Quando entra in contatto fisico con qualsiasi uomo, istantaneamente le viene l'orticaria. Ciò ha contribuito fortemente alla sua paura dei maschi. Per quanto riguarda le sue relazioni sentimentali, Kanako è quasi esclusivamente interessata alle ragazze. Spesso perde sangue dal naso, un'indicazione evidente di perversione sessuale frequentemente usata negli anime e manga. La sua ragione di trasferimento nella Ame no Kisaki è quello di cercare il suo unico vero amore. Kanako inizia le sue riflessioni nelle varie situazioni con la frase "Cara madre in cielo". Kanako è anche abbastanza alta (175 cm), e ciò rende la sua altezza e il suo peso dei punti emotivamente deboli. Subisce costanti abusi verbali da Mariya e dalla sua cameriera, Matsurika. Viene spesso chiamata "pervertita", "lesbica", o con altri soprannomi che capita di darle.
Mariya Shidō (祇堂 鞠也?, Shidō Mariya)
Doppiato da: Yū Kobayashi
Mariya è un ragazzo crossdresser che frequenta la Ame no Kisaki fingendosi una ragazza. Questo per vincere una sfida che gli permetterebbe di diventare preside sia della Ame no Kisaki, riservata alle donne, sia della Mihoshi no Mori, riservata agli uomini, e di succedere quindi alla nonna, ex-direttrice di entrambe le scuole. Tuttavia egli rispetta ed ama profondamente sua nonna e non vuole realmente vincere la presidenza, ma solo rispettare la sua richiesta. Sembra seriamente interessato agli altri, ma è solo un aspetto che si è imposto per apparire più femminile. Quando Kanako incontra per la prima volta Mariya, lei è subito attratta dalla falsa ragazza. Per questo motivo Mariya spesso la prende in giro giocando con i suoi lunghi capelli biondi, parlando con una voce dolce e sorridendo affettuosamente. Comunque Mariya si rivela essere abbastanza sadico e generalmente adatta la sua personalità alle situazioni in cui si trova. La bellezza e i gesti femminili di Mariya sono talmente convincenti che l'intera scuola non ha idea del suo vero sesso. È abbastanza basso (160 cm); raggiunge al massimo il naso di Kanako e la sua altezza è inferiore a quella di Matsurika. Il suo nome originale era Shizu, scambiato con la sorella a causa del cambio-scuola.
Matsurika Shinōji (汐王寺 茉莉花?, Shinōji Matsurika)
Doppiata da: Marina Inoue
Matsurika è la cameriera di Mariya. Generalmente è silenziosa, ma spesso è molto rude quando decide di parlare. La maggior parte delle volte i suoi lineamenti non mostrano alcuna espressione facciale e i suoi insulti sono diretti a Kanako e Mariya. Si riferisce a Kanako con nomi come "maiala", o come "Torre Eiffel" e "Tokyo Tower" a causa della sua statura alta. Quando si parla di Mariya, Matsurika spesso tende a commentare il suo crossdressing e le sue perversioni sessuali. Matsurika frequenta anche dei corsi con Mariya. Rimane nascosta dal resto degli studenti e segue gli ordini di Mariya quando detti.
Nanami Kiri (桐 奈々美?, Kiri Nanami)
Doppiata da: Akemi Kanda
Kiri è una studentessa della Ame no Kisaki molto seria e in disparte. Porta gli occhiali e appare fredda in superficie, ma in realtà è molto disponibile e premurosa. Sotto richiesta della maestra, aiuta Kanako a superare i suoi problemi iniziali a scuola, al punto da mettere in gioco la propria reputazione fingendo di essere l'amante di Kanako, in modo da evitarle problemi con le fan di Ryūken. Diventa un'amica stretta di Sachi.
Sachi Momoi (桃井 サチ?, Momoi Sachi)
Doppiata da: Ryōko Shintani
Ragazza brillante e allegra, Sachi diventa velocemente amica della nuova arrivata Kanako. Ha i capelli arancioni, comunemente legati in treccine. È una buona amica di Yuzuru. Tira fuori numerose cose dalle sue tasche, anche cose che non sarebbero opportune.
Yuzuru Inamori (稲森 弓弦?, Inamori Yuzuru)
Doppiata da: Saori Gotō
Yuzuru è una ragazza pudica e cordiale, che è stata a lungo amica di Sachi. È abbastanza timida e ha qualche problema di autostima. Kanako vede Inamori come una ragazza molto elegante ed è incuriosita dal suo seno sorprendentemente grande. È la migliore del tiro con l'arco nel club arcieri della scuola, di cui Mariya è un membro, ed ha l'abitudine di girare sempre con l'uniforme del club indosso.
Ryūken Ishima (石馬 隆顕?, Ishima Ryūken)
Doppiata da: Yūko Kaida
Ryūken è la star della Ame no Kisaki, a causa della sua statura alta, della sua estetica, della sua gentilezza ed in generale della sua natura da maschiaccio. È un membro del Drama Club, ed ha svolto diversi ruoli maschili. Ha un gran numero di fan e un suo proprio fan club. Mariya stessa è molto gelosa della sua popolarità. Doveva essere la compagna di stanza di Kanako al dormitorio, ma è stata sostituita il primo giorno da Mariya, la quale voleva tenere d'occhio Kanako. Le fan di Ryūken causano guai a Kanako perché gelose della sua amicizia con il loro idolo.
Responsabile del Dormitorio (寮長先生?, Ryōchō-sensei)
Doppiata da: Miyuki Sawashiro
Un'insolita ragazza molto giovane con delle orecchie da gatto. Ella controlla il Dormitorio numero 2 dove è stata assegnata Kanako. È chiamata "Responsabile del Dormitorio" da tutte le studentesse. Quando Kanako la incontra per la prima volta, prova a parlarle e a farle qualche domanda, ma ella ritorna alla questione del nome e dice che può essere chiamata anche "Capo" o "Dio". Kanako intende ciò come un invito a non fare più domande. Nessuna studentessa osa disobbedirle a causa delle sue minacce spaventose. Ha un cane, di nome Yonakuni, che l'aiuta a prendersi cura del posto. Spesso i suoi discorsi sono strani e contengono possibilmente dei "desu yo" sparsi nelle frasi. Nell'anime viene mostrata da sola con Yonakuni o nei pressi della scuola intenta a cantare delle canzoni inquietanti sul divorare carne o su altri strani argomenti.
Ayari Shiki (志木 絢璃?, Shiki Ayari)
Doppiata da: Miyu Matsuki
Shiki dirige il consiglio degli studenti della scuola. È la cugina di Mariya e Shizu, ed ha una rivalità con Mariya. Lo chiama "seno piatto", e lui chiama lei "culona". Apparentemente la causa dell'animosità tra Mariya e Ayari è nata a causa di un incidente d'infanzia, dove presumibilmente Mariya ruppe il vestito della bambina (facendo vedere la sua biancheria intima). Poiché sulla sua biancheria erano stampati dei "Panda-Chang", da quel momento venne chiamata in questo modo e tutti i suoi soprannomi sono relativi ai panda. Ella biasima Mariya per questo incidente e pertanto ha un forte rancore nei suoi confronti. Ayari e Mariya sembrano molto simili ed hanno la stessa altezza.
Maki Natsuru (菜鶴 真紀?, Natsuru Maki)
Doppiata da: Erino Hazuki
Vicepresidentessa del consiglio degli studenti della Ame no Kisaki.
Shizu Shidō (祇堂 静珠?, Shidō Shizu)
Doppiata da: Aya Hirano
Shizu è la sorella gemella di Mariya. Frequenta una scuola riservata ai maschi che è stata gestita dalla ex-preside. Prova un misto tra odio e paura nei confronti degli uomini, ed ha passato le stesse brutte esperienze di Kanako, che lei chiama affettuosamente 'Kana-chan'. A differenza del fratello, sembra effettivamente essere la ragazza innocente che Mariya tenta di sembrare e i suoi sentimenti vengono feriti facilmente. Secondo il regolamento della sfida fraterna, il concorrente al quale viene scoperto il vero sesso, da parte di uno studente della Ame no Kisaki o Mihoshi no Mori, è il perdente. Quando Shizu si presenta al posto di Mariya per una visita medica scolastica, ella scopre che Kanako sa che Mariya è in realtà un maschio. Tuttavia il fratello afferma che al momento della scoperta Kanako non era ancora una studentessa della Ame no Kisaki e, pur potendosi dichiarare vincitore grazie al fatto che la stessa Kanako aveva appena scoperto il sesso di Shizu da studentessa, decide generosamente di far finta di niente a favore della sorella. L'unico metodo per distinguere Shizu da Mariya è il neo sotto i loro occhi: quello di Mariya si trova sotto l'occhio sinistro, mentre quello di Shizu è sotto l'occhio destro. È alta 160,3 cm, ovvero supera l'altezza di Mariya di poco e questo è un punto dolente per lui. I due fratelli competono regolarmente non solo in altezza e peso, ma anche negli studi. Il suo nome originale era Mariya, scambiato con il fratello a causa del cambio-scuola.
Tōichirō Kanae (鼎 藤一郎?, Kanae Tōichirō)
Doppiato da: Tomokazu Sugita
Tōichirō Kanae è il sacerdote della scuola Ame no Kisaki. È l'insegnante di giapponese moderno ed è molto popolare tra le studentesse grazie al suo aspetto. Si prende una cotta per ogni bella ragazza che vede e attualmente è "innamorato" di Mariya, Matsurika e Ayari. Sembra essere preoccupato per Kanako a causa del suo strano comportamento davanti a lui. Ella inoltre è anche l'unica ad essere stata bocciata agli esami di giapponese moderno. A causa di Mariya, che gli ha raccontato una bugia riguardo al fatto che Kanako aveva un fratello che gli assomigliava e che questo era morto per una strana malattia, la vuole aiutare disperatamente. È simile a Kanako; egli infatti inizia i suoi pensieri con "Cara madre in cielo..." ed è incline a lunghi monologhi interiori (anche per questioni banali) e, talvolta, a strane fantasie. Egli riflette molto soprattutto su quello che una persona potrebbe intendere quando lui o Kanako stanno dicendo qualcosa. La loro somiglianza è caratterizzata anche dal fatto che entrambi hanno un debole per le belle ragazze. È per metà francese.
Honoka Tsutsui (筒井穂佳?, Tsutsui Honoka)
Doppiata da: Hatsumi Takada
Honoka è una fan di Ryūken Ishima. È al secondo anno del liceo alla Ame no Kisaki. Odia Kanako poiché era compagna di stanza di Ishima. Honoka e le sue amiche (che sono anche loro fan di Ishima) avevano terrorizzato le precedenti coinquiline di Ryūken, motivo per cui nessuno voleva vivere con lei. Honoka era invidiosa di Kanako e aveva terrorizzato anche lei, mettendo un frutto di mare nel suo banco o nel suo astuccio.
Fumi Kumagai (熊谷 芙美?, Kumagai Fumi)
Doppiata da: Megumi Toyoguchi
Insegnante di Kanako, Nanami, Sachi e Yuzuru. Si è laureata alla Ame no Kisaki, ricorda il professor Miyamae e la madre di Kanako, e aveva incontrato Kanako stessa quando era molto giovane. Dice a Kanako che tutti la chiamano "Miss Orsacchiotto".

## Media

### Manga
La serie, scritta e disegnata da Minari Endō, è stata serializzata sul Monthly Comic Alive della Media Factory tra il 27 giugno 2006 e il 27 novembre 2014. I capitoli sono stati raccolti in quattordici volumi tankōbon, che sono stati pubblicati tra il 23 febbraio 2007 e il 23 gennaio 2015. In America del Nord i diritti sono stati acquistati dalla Tokyopop. Una guida ufficiale, intitolata Maria Holic 4.5 kōshiki guide book (まりあ†ほりっく4.5 公式ガイドブック?, Maria Horikku 4.5 kōshiki gaido bukku), è stata pubblicata il 23 gennaio 2009, mentre un'antologia è stata messa in vendita il 25 marzo dello stesso anno.

#### Volumi
| Nº | Data di prima pubblicazione                | Data di prima pubblicazione                                                              | Data di prima pubblicazione |
| Nº | Giapponese                                 | Giapponese                                                                               |                             |
| -- | ------------------------------------------ | ---------------------------------------------------------------------------------------- | --------------------------- |
| 1  | 23 febbraio 2007                           | ISBN 978-4-8401-1676-3                                                                   |                             |
| 2  | 22 novembre 2007                           | ISBN 978-4-8401-1974-0                                                                   |                             |
| 3  | 23 luglio 2008                             | ISBN 978-4-8401-2246-7                                                                   |                             |
| 4  | 22 dicembre 2008 (ed. regolare & limitata) | ISBN 978-4-8401-2503-1 (ed. regolare) ISBN 978-4-8401-2502-4 (ed. limitata)              |                             |
| 5  | 23 ottobre 2009 (ed. regolare & limitata)  | ISBN 978-4-8401-2595-6 (ed. regolare) ISBN 978-4-8401-2594-9 (ed. limitata con drama-CD) |                             |
| 6  | 23 febbraio 2010                           | ISBN 978-4-8401-2988-6                                                                   |                             |
| 7  | 23 ottobre 2010                            | ISBN 978-4-8401-3388-3                                                                   |                             |
| 8  | 23 marzo 2011                              | ISBN 978-4-8401-3775-1                                                                   |                             |
| 9  | 23 febbraio 2012                           | ISBN 978-4-8401-4414-8                                                                   |                             |
| 10 | 22 novembre 2012                           | ISBN 978-4-8401-4752-1                                                                   |                             |
| 11 | 23 febbraio 2013 (ed. regolare & speciale) | ISBN 978-4-8401-4797-2 (ed. regolare) ISBN 978-4-8401-4796-5 (ed. speciale)              |                             |
| 12 | 21 settembre 2013                          | ISBN 978-4-8401-5332-4                                                                   |                             |
| 13 | 23 gennaio 2014                            | ISBN 978-4-0406-6248-0                                                                   |                             |
| 14 | 23 febbraio 2015 (ed. regolare & speciale) | ISBN 978-4-0406-7241-0 (ed. regolare) ISBN 978-4-04-067236-6 (ed. speciale)              |                             |

### Anime
Un adattamento anime di dodici episodi, diretto da Akiyuki Shinbō e prodotto dalla Shaft, è stato trasmesso sulla Chiba TV tra il 5 gennaio e il 23 marzo 2009. Il primo episodio dell'anime è stato trasmesso come un servizio speciale sulla Animate TV, dal 26 dicembre 2008 al 4 gennaio 2009, e sulla AT-X, il 30 dicembre 2008. Le sigle di apertura e chiusura sono rispettivamente Hanaji di Yū Kobayashi e Kimi ni, Mune Kyun (君に、胸キュン?) di Asami Sanada, Marina Inoue e Yū Kobayashi (cover del singolo del 1983 degli Yellow Magic Orchestra). In America del Nord la serie è stata concessa in licenza alla Sentai Filmworks ed è stata distribuita dalla Section23 Films. La collezione completa è stata pubblicata su DVD il 23 febbraio 2010.

Logo della seconda stagione

Una seconda stagione dell'anime, intitolata Maria Holic: Alive (まりあ†ほりっく あらいぶ?, Maria Horikku Araibu), ha cominciato ad essere trasmessa l'8 aprile 2011. La pubblicazione dei volumi BD/DVD ha avuto inizio il 27 luglio 2011. Sentai Filmworks ha trasmesso la serie in streaming, in contemporanea col Giappone, su Anime Network. Le sigle di apertura sono Mōsō Senshi Miyamae Kanako (妄想戦士 宮前かなこ?) di Tomokazu Sugita (per gli episodi 1–4) e Runrunriru Ranranrara (るんるんりる らんらんらら?) di Yū Kobayashi (per gli episodi 5–12), mentre quella di chiusura è una reinterpretazione di Dōnimo Tomaranai (どうにもとまらない?) di Linda Yamamoto. Alla fine dell'episodio 12, invece, c'è una canzone speciale cantata da Yū Kobayashi, intitolata Don't Mind, Don't Mind! (ドンマイ ドンマイ!?, Donmai Donmai!).

#### Episodi
| Nº | Titolo italiano (traduzione letterale) Giapponese 「Kanji」 - Rōmaji                                                                                | In onda          | In onda |
| Nº | Titolo italiano (traduzione letterale) Giapponese 「Kanji」 - Rōmaji                                                                                | Giapponese       |         |
| 1  | Un bacio provocante/malizioso 「戯れの接吻」 - Tawamure no seppun                                                                                   | 4 gennaio 2009   |         |
| 2  | Una sfumatura dolce 「甘美な疼き」 - Kanbi na uzuki                                                                                                 | 11 gennaio 2009  |         |
| 3  | Piccoli germogli da masochista 「被虐の若芽」 - Higyaku no wakame                                                                                   | 18 gennaio 2009  |         |
| 4  | Il prezzo del piacere 「悦楽の代償」 - Etsuraku no daishō                                                                                           | 25 gennaio 2009  |         |
| 5  | Odore proibito 「禁断の匂い」 - Kindan no nioiIl segreto di una giovane ragazza 「乙女の秘蜜」 - Otome no himitsu                                   | 1º febbraio 2009 |         |
| 6  | L'infermeria della perversione 「倒錯の保健室」 - Tōsaku no hokenshitsu                                                                             | 8 febbraio 2009  |         |
| 7  | L'intimo nero sospetto 「惑の黒下着」 - Giwaku no kuro shitagi                                                                                      | 15 febbraio 2009 |         |
| 8  | La santa madre contaminata: parte 1 「穢された聖母·前編」 - Kegareta seibo zenpen                                                                   | 22 febbraio 2009 |         |
| 9  | La santa madre contaminata: parte 2 「穢された聖母·後編」 - Kegareta seibo kōhenLa fine di una fantasia 「妄想の果てに」 - Mōsō no hate ni          | 1º marzo 2009    |         |
| 10 | Un errore piatto 「微乳の過ち」 - Binyū no ayamachiUna lettera d'amore da Berlino 「伯林の恋文」 - Berurin no koibumi                               | 8 marzo 2009     |         |
| 11 | Un'offerta al Signore 「神への供物」 - Kami e no kumotsu                                                                                            | 15 marzo 2009    |         |
| 12 | Una gara di nuoto piena di belle ragazze: voleranno top 「美少女だらけの水泳大会 ポロリもあるよ」 - Bishōjo darake no suiei daikai porori mo aru yo | 22 marzo 2009    |         |

Seconda stagione
| Nº | Titolo italiano (traduzione letterale) Giapponese 「Kanji」 - Rōmaji | In onda        | In onda |
| Nº | Titolo italiano (traduzione letterale) Giapponese 「Kanji」 - Rōmaji | Giapponese     |         |
| 1  | Il dormitorio femminile proibito 「禁断の女子寮」 - Kindan no joshiryō | 8 aprile 2011  |         |
| 2  | Il gioco immorale 「いけない遊び」 - Ikenai asobiAccoglienza segreta 「秘密の接待」 - Himitsu no settaiLa ricompensa della vergogna 「羞恥の報酬」 - Shūchi no hōshū                                                                            | 15 aprile 2011 |         |
| 3  | La palpitazione del desiderio 「欲心のわななき」 - Yokushin no wananaki | 22 aprile 2011 |         |
| 4  | La fanciulla imprigionata 「囚われの乙女」 - Toraware no otome | 29 aprile 2011 |         |
| 5  | Le sorelle disonorate 「穢された姉妹」 - Kegasareta shimaiIl polpastrello malizioso 「悪戯な指先」 - Itazura na yubisaki | 6 maggio 2011  |         |
| 6  | Missione batticuore: School Scramble 「ドキワク☆ミッションすくーる☆すくらんぶる」 - Dokiwaku☆Misshon Sukūru☆Sukuranburu | 13 maggio 2011 |         |
| 7  | Gara di nuoto piena di belle ragazze: parte 2 「真・美少女だらけの水泳大会」 - Shin bishōjo-darake no suiei taikai | 20 maggio 2011 |         |
| 8  | Innocenza macchiata 「汚された純真」 - Kegasareta junshin | 27 maggio 2011 |         |
| 9  | Fidanzato precoce 「早熟の婚約者」 - Sōjuku no kon'yaku-sha | 3 giugno 2011  |         |
| 10 | Il capro espiatorio del sant'uomo 「聖職者の生贄」 - Seishoku-sha no ikenieIl banchetto dei sogni bizzarri 「淫夢の宴」 - Inmu no utageLa relazione proibita 「禁じられた関係」 - Kinjirareta kankeiNuca estiva 「夏のうなじ」 - Natsu no unaji | 10 giugno 2011 |         |
| 11 | Il segreto della sorella 「妹の秘蜜」 - Imōto no himitsu | 17 giugno 2011 |         |
| 12 | Il compleanno di Kanako 「かなこさんの誕生日」 - Kanako-san no tanjō-bi | 24 giugno 2011 |         |